# Cổ Kim Thành
Cổ Kim Thành (sinh năm 1918, đã qua đời) là chính trị gia người Việt Nam. Ông từng là Chủ tịch Ủy ban Hành chính tỉnh Quảng Bình, Đại biểu Quốc hội Việt Nam khóa 4, khóa 5, khóa 6 từ năm 1975 cho đến năm 1981 thuộc đoàn đại biểu tỉnh Quảng Bình, Bí thư Tỉnh ủy Quảng Bình từ tháng 6 năm 1974 đến tháng 9 năm 1975, Phó Bí thư Tỉnh ủy Bình Trị Thiên từ 6 tháng 3 năm 1976.

## Tiểu sử
Cổ Kim Thành có quê quán ở huyện Quảng Trạch, tỉnh Quảng Bình
Tết năm 1968, ông là Chủ tịch Ủy ban Hành chính tỉnh Quảng Bình (Bí thư Tỉnh ủy Quảng Bình lúc đó là ông Nguyễn Tư Thoan).
Ông là một trong 8 đại biểu Quốc hội Việt Nam khóa 5 nhiệm kì 1975-1976 của đoàn đại biểu tỉnh Quảng Bình, 7 người khác là Võ Nguyên Giáp, Hoàng Hiệp, Dương Bạch Liên, Trần Thị Lý, Hoàng Thị Nghĩa, Hồ Thu Quang, và Dương Viết Thuận.
Ông là đại biểu Quốc hội Việt Nam khóa 4 nhiệm kì 1971-1975, khóa 6 nhiệm kì 1976-1981 thuộc đoàn đại biểu tỉnh Quảng Bình.
Năm 1974, tại Đại hội Đảng bộ Đảng Cộng sản Việt Nam tỉnh Quảng Bình lần thứ 6 (họp từ ngày 17 đến 23 tháng 6 năm 1974 tại thị xã Đồng Hới với 300 đại biểu đại diện cho hơn 30,000 đảng viên Đảng Cộng sản Việt Nam ở tỉnh Quảng Bình), Cổ Kim Thành được bầu làm Bí thư Tỉnh ủy Quảng Bình.
Từ ngày 20 tháng 9 năm 1975 đến ngày 30 tháng 6 năm 1989, tỉnh Quảng Bình bị sáp nhập vào tỉnh Bình Trị Thiên, cùng với hai tỉnh khác là tỉnh Quảng Trị và tỉnh Thừa Thiên Huế.
Ngày 6 tháng 3 năm 1976, Ban Chấp hành Trung ương Đảng Cộng sản Việt Nam chỉ định Cổ Kim Thành (cùng với Bùi San và Nguyễn Húng) làm Phó Bí thư Ban Chấp hành (lâm thời) Đảng bộ tỉnh Bình Trị Thiên dưới quyền Bí thư Nguyễn Hữu Khiếu (Quyết định số 2603-QĐNS/TW).
Tại vòng 2 đại hội đại biểu đảng bộ tỉnh Bình Trị Thiên lần thứ nhất họp từ ngày 19 đến 23 tháng 5 năm 1977, Cổ Kim Thành được bầu làm Phó Bí thư Tỉnh ủy Bình Trị Thiên, Bùi San được bầu làm Bí thư Tỉnh ủy Bình Trị Thiên.
Theo nhà thơ Xuân Hoàng (Hội trưởng Hội Văn nghệ Quảng Bình năm 1972) viết trong tập 2 hồi ký "Âm vang thời chưa xa" thì Cổ Kim Thành là người hay làm thơ.

## Tác phẩm
- Tập thơ "Cây trường sinh" in năm 1998[9]